# Coprophanaeus spitzi
Coprophanaeus spitzi är en skalbaggsart som beskrevs av Pessoa 1934. Coprophanaeus spitzi ingår i släktet Coprophanaeus och familjen bladhorningar. Inga underarter finns listade i Catalogue of Life.